# Axel Gómez
Axel Daniel Gómez Guzmán (Tegucigalpa, Honduras, 28 de junio de 2000) es un futbolista hondureño. Juega como lateral izquierdo y su equipo actual es el Lobos UPNFM de la Liga Nacional de Honduras.

## Trayectoria

### Olimpia
El 25 de marzo de 2018 debutó en la Liga Nacional de Honduras durante la victoria de 1-0 contra Motagua, en lo que significó el segundo superclásico del año.

## Selección nacional

### Selecciones menores
El 10 de julio de 2018 se anunció que Carlos Tábora lo había convocado para disputar los XXIII Juegos Centroamericanos y del Caribe en Barranquilla, Colombia. 
Participaciones
| Torneo                                     | Sede           | Resultado        | Partidos | Goles |
| ------------------------------------------ | -------------- | ---------------- | -------- | ----- |
| Campeonato Sub-17 de 2013                  | Panamá         | Cuarto lugar     | 5        | 0     |
| Mundial Sub-17 de 2017                     | India          | Cuartos de final | 4        | 0     |
| XXIII Juegos Centroamericanos y del Caribe | Colombia       | Medalla Bronce   | 5        | 0     |
| Campeonato Sub-20 de 2018                  | Estados Unidos | Cuarto lugar     | 5        | 0     |
| Mundial Sub-20 de 2019                     | Polonia        | En Curso         | 0        | 0     |

## Estadísticas
| Club             | Temporada     | Liga  | Liga  | Copa Nacional | Copa Nacional | Copa Internacional | Copa Internacional | Total | Total |
| Club             | Temporada     | Part. | Goles | Part.         | Goles         | Part.              | Goles              | Part. | Goles |
| ---------------- | ------------- | ----- | ----- | ------------- | ------------- | ------------------ | ------------------ | ----- | ----- |
| Olimpia Honduras |               |       |       |               |               |                    |                    |       |       |
| 2017-18          | 8             | 0     | -     | -             | 0             | 0                  | 8                  | 0     |       |
| 2018-19          | 7             | 0     | 1     | 0             | -             | -                  | 8                  | 0     |       |
| 2019-20          | 4             | 1     | 0     | 0             | 0             | 0                  | 4                  | 1     |       |
| Total            | 19            | 1     | 1     | 0             | 0             | 0                  | 20                 | 1     |       |
| Total carrera    | Total carrera | 19    | 1     | 1             | 0             | 0                  | 0                  | 20    | 1     |

## Palmarés

### Campeonatos nacionales
| Título                    | Equipo  | País     | Año  |
| ------------------------- | ------- | -------- | ---- |
| Liga Nacional de Honduras | Olimpia | Honduras | 2019 |

### Campeonatos internacionales
| Título        | Club    | Lugar    | Año  |
| ------------- | ------- | -------- | ---- |
| Liga Concacaf | Olimpia | San José | 2017 |